# Diocèse de Zárate-Campana
Le diocèse de Zárate-Campana (en latin : Dioecesis Zaratensis-Campanensis ; en espagnol : Diócesis de Zárate-Campana) est un diocèse de l'Église catholique en Argentine, suffragant de l'archidiocèse de Mercedes-Luján.

## Territoire
Il comprend sept arrondissements de la province de Buenos Aires : Baradero, Campana, Escobar, Exaltación de la Cruz, Pilar, San Antonio de Areco et Zárate.
Il possède un territoire d'une superficie de 5 924 km2 divisé en 37 paroisses. Le siège épiscopal est dans la ville de Campana où se trouve la cathédrale Sainte-Florentine. L'église de la Nativité-du-Seigneur de Belén de Escobar est cocathédrale du diocèse.

## Historique
Le diocèse est érigé le 27 mars 1976 par la constitution apostolique Qui divino Concilio du pape Paul VI en prenant sur les territoires des diocèses de San Isidro et de San Nicolás de los Arroyos,.
Le 12 avril 2008, l'église de la Nativité-du-Seigneur de Belén de Escobar est élevée au rang de cocathédrale.
Nommé suffragant de l'archidiocèse de Buenos Aires lors de sa création, il intègre la province ecclésiastique de l'archidiocèse de Mercedes-Luján le 4 octobre 2019 par la constitution apostolique In libertatem vocati du pape François.

## Évêques
- Alfredo Mario Espósito Castro, C.M.F (21 avril 1976 - 18 décembre 1991)
- Rafael Eleuterio Rey (18 décembre 1991 - 3 février 2006)
- Oscar Domingo Sarlinga (3 février 2006 - 3 novembre 2015)
- Pedro María Laxague depuis le 3 novembre 2015